# Sent Victor de Maucap
Sent Victor de Maucap (en francès Saint-Victor-de-Malcap) és un municipi francès situat al departament del Gard i a la regió d'Occitània.